# Till förruttnelsen
"Till förruttnelsen", med inledningsraden Förruttnelse, hasta, o älskade Brud, är en dikt av Erik Johan Stagnelius, där förruttnelse och död omskrivs som en erotisk omfamning. 
Stagnelius far, biskop Magnus Stagnelius, ändrade i manuskriptraden "förskjuten av världen, förskjuten av Gud" till "förskjuten av världen, men icke av Gud". Detta är den enda ändring han veterligen gjorde i sonens verk.[källa behövs]